# Dominik Takáč
Dominik Takáč (Galanta, 21 de enero de 1999) es un futbolista eslovaco que juega en la demarcación de portero para el Š. K. Slovan Bratislava de la Superliga de Eslovaquia.

## Trayectoria
Tras formarse como futbolista en las categorías inferiores del FC Spartak Trnava, finalmente el 24 de mayo de 2019 debutó con el primer equipo en la Superliga de Eslovaquia en un partido contra el FK AS Trenčín que finalizó con un resultado de empate a cero. El 15 de julio de 2021 debutó en la Liga Conferencia de la UEFA contra el Mosta FC en un partido que finalizó con un marcador de 2-0 a favor del combinado eslovaco.
Dejó Trnava al finalizar la temporada 2023-24 después de haber jugado un total de 125 encuentros, 56 de los cuales sin encajar ningún gol. Entonces siguió su carrera en el Š. K. Slovan Bratislava con el que firmó por tres años.

## Clubes
| Club                    | País       | Año       | Partidos | Goles |
| ----------------------- | ---------- | --------- | -------- | ----- |
| F. C. Spartak Trnava    | Eslovaquia | 2017-2024 | 125      | 0     |
| Š. K. Slovan Bratislava | Eslovaquia | 2024-     | 39       | 0     |

## Palmarés

### Títulos nacionales
| Título                  | Club                    | País       | Año  |
| ----------------------- | ----------------------- | ---------- | ---- |
| Copa de Eslovaquia      | F. C. Spartak Trnava    | Eslovaquia | 2019 |
| Copa de Eslovaquia      | F. C. Spartak Trnava    | Eslovaquia | 2022 |
| Copa de Eslovaquia      | F. C. Spartak Trnava    | Eslovaquia | 2023 |
| Superliga de Eslovaquia | Š. K. Slovan Bratislava | Eslovaquia | 2025 |